# Vlag van Donetsk (oblast)

Vlag van Donetsk (ratio 2:3)

De vlag van Donetsk werd ontworpen door Nina Sjtsjerbak en officieel aangenomen op 17 augustus 1999.

Vlag van Donetsk-stad

De vlag is verdeeld in twee helften: de bovenste toont een gele zon met twaalf stralen in een blauwe lucht; de kleuren blauw en geel zijn die van de Oekraïense vlag. De onderste helft toont vijf gele, steeds kleinere, ovalen onder elkaar op een zwarte achtergrond, hetgeen de weerspiegeling van de zon op het wateroppervlak van de Zwarte Zee symboliseert.
De positionering van de kleuren komt enigszins overeen met de vlag van Donetsk, de hoofdstad van de oblast.